# Duas Metades
"Duas Metades" é uma canção da dupla sertaneja Jorge & Mateus, lançada no dia 27 de fevereiro de 2012. A canção faz parte dos álbuns Essencial (2012), como segundo single e A Hora É Agora - Ao Vivo Em Jurerê (2012), como terceiro single.

## Composição
A canção, no estilo romântico, é composição de Jorge. O single dos artistas foge do clima de curtição sempre presente em suas canções e destaca o lado romântico da dupla. "Para falar de amor, a música é uma das melhores maneiras de se declarar. Cada um tem uma trilha sonora de algum momento que marcou sua vida, seja o primeiro beijo, uma paixão arrebatadora, quando está triste ou perdeu a pessoa amada.", declaram.

## Lista de faixas
| Download digital no iTunes |                          |         |  |
| N.º                        | Título                   | Duração |  |
| 1.                         | "Duas Metades"           | 3:48    |  |
| 2.                         | "Duas Metades (Ao Vivo)" | 3:59    |  |

## Desempenho nas Paradas
| Paradas (2012)                       | Melhor Posição |
| ------------------------------------ | -------------- |
| Brasil - (Billboard Hot 100)         | 3              |
| Brasil (iTunes Songs Chart)          | 5              |
| Brasil - (Billboard Hot 100 Airplay) | 25             |